# Полонгера
Полонгера (итал. Polonghera) — коммуна в Италии, располагается в регионе Пьемонт, в провинции Кунео.
Население составляет 1153 человека (2008 г.), плотность населения составляет 115 чел./км². Занимает площадь 10 км². Почтовый индекс — 12030. Телефонный код — 011.
Покровителем коммуны почитается святой Севериан, празднование в первое воскресение августа.

## Демография
Динамика населения:

## Администрация коммуны
- Официальный сайт: http://www.comune.polonghera.cn.it/ Архивная копия от 16 апреля 2010 на Wayback Machine